# Puig de la Gelaberta
El Puig de la Gelaberta és una muntanya de 252 metres que es troba al municipi de Castell d'Aro, Platja d'Aro i s'Agaró, a la comarca catalana del Baix Empordà.